# Yrjö Sakari Yrjö-Koskinen
El Baró Yrjö Sakari Yrjö-Koskinen (nom de naixement Georg Zakarias Forsman, nom d'autor Yrjö Koskinen, 10 de desembre de 1830 a Vaasa - 13 de novembre de 1903 a Hèlsinki) va ser un baró, senador, professor, historiador, polític i el president del Partit Finlandès després de Johan Vilhelm Snellman. Va ser la figura central en el moviment de la fennomania. El seu nom original era Georg Zakarias Forsman i la seva família per part de pare era originària de Suècia. Posteriorment va adaptar el seu nom al finlandès, Yrjö Sakari Yrjö-Koskinen.